# Державні художні зібрання Дрездена

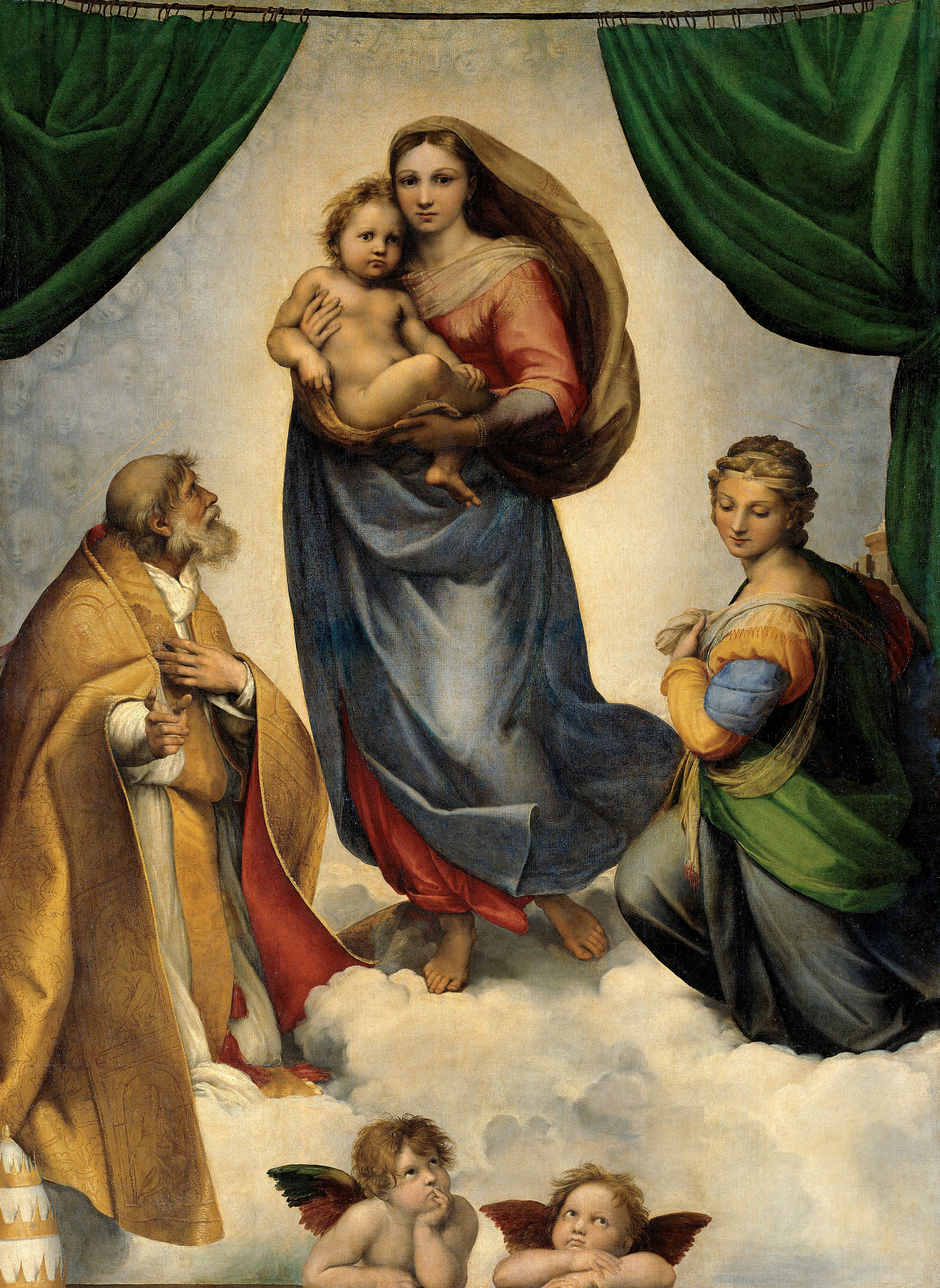
Найвідоміший експонат зібрання — Сикстинська Мадонна Рафаеля

Державні художні зібрання Дрездена (нім. Staatliche Kunstsammlungen Dresden) — низка всесвітньо відомих музеїв Дрездена, що славляться великою різноманітністю експозицій.

## Історія зібрання
Їх історія сягає кунсткамери, заснованої саксонськими курфюрстами в 1560 році. Систематична колекційна діяльність почалася під час правління курфюрстів Саксонії і королів Польщі Августа Сильного і його сина Августа III.
Державні художні зібрання Дрездена розташовуються в багатьох історично значущих будівлях Дрездена. В першу чергу, це Цвінгер, а також Дрезденський замок-резиденція (нім. Residenzschloss), Альбертінум, палацово-парковий ансамбль Пільніц.
У 2010 році Державні художні зібрання Дрездена святкували 450-річний ювілей створення колекцій, що поклали початок сьогоднішнім музеям. Також 2001 року організація була занесена в «Блакитну книгу» — список найбільш значущих культурних установ «нових» федеральних земель Німеччини — Бранденбурга, Мекленбурга, Саксонії, Саксонії-Ангальт і Тюрингії. У списку з двадцяти організацій Дрезденські зібрань знаходяться на другому місці після фонду «Прусські замки і сади Берлін-Бранденбург».
Музейний комплекс перебуває у підпорядкуванні Міністерства науки і культури федеральної землі Саксонія.

## Художні галереї
- Галерея старих майстрів у Цвінгері
- Галерея нових майстрів в Альбертінумі

## Музеї
- Грюнес Гевельбе, або Зелене склепіння
- Дрезденська збройова палата і Турецька палата в Замку-резиденції
- Музей порцеляни в Цвінгері
- Музей ужиткового мистецтва (Палацовий комплекс Пільніц)
- Зібрання скульптури (Альбертінум)
- Гравюрний кабінет в Замку-резиденції
- Монетний кабінет (Дрезден)(монети, ордени та медалі)
- Фізико-математичний салон (старовинні годинники і інструменти) в Цвінгері
- Музей саксонської народної творчості і Зібрання лялькового театру